# Thai Global Network
 Der er for få eller ingen kildehenvisninger i denne artikel, hvilket er et problem. Du kan hjælpe ved at angive troværdige kilder til de påstande, som fremføres i artiklen.

Thai Global Network (TGN) er en thailansk satellit tv-kanal. De er den første og eneste sattelig tv-kanal i Thailand. Tv-kanalen drives af den thailandske hær, og er en 24-timers kanal der sender til 170 lande på fem kontinenter, og alle programmerne handler om de thailandske liv og aktiviteter, herunder information, nyheder, underholdning og andre aspekter af den thailandske kultur. Kanalen sendes til 350 millioner mennesker.